# باول رينولدز (عازف قيثارة)
باول رينولدز (بالإنجليزية: Paul Reynolds)‏ هو عازف قيثارة بريطاني، ولد في 4 أغسطس 1962.

## وصلات خارجية
- باول رينولدز على موقع ميوزك برينز (الإنجليزية)
- باول رينولدز على موقع ديسكوغز (الإنجليزية)